# Villard-sur-Bienne
Villard-sur-Bienne korábbi község (település) Franciaországban, Jura megyében. 2019. január 1-jén Nanchez új községgel egyesült és annak része lett.Lakosainak száma 178 fő (2018. január 1.). Villard-sur-Bienne Château-des-Prés, Lézat, Longchaumois, La Rixouse és Grande-Rivière Château községekkel határos.

## Népesség
A település népessége az elmúlt években az alábbi módon változott:
| Lakosok száma | 104  | 76   | 85   | 132  | 185  | 194  | 188  | 190  | 180  | 178  |
|               | 1968 | 1975 | 1982 | 1999 | 2006 | 2011 | 2013 | 2016 | 2017 | 2018 |